# Mykonos internationella flygplats
Mykonos internationella flygplats (IATA: JMK, ICAO: LGMK) (grekiska: Κρατικός Αερολιμένας Μυκόνου) är en mindre internationell flygplats på ön Mykonos, belägen 4 kilometer från staden Mykonos. Flygplatsen öppnade 1971.
Flygplatsen trafikerades av nära 1 miljon passagerare år 2016.